# Вибух (фільм, 2004)
Вибух (англ. Blast) — бойовик 2004 року.

## Сюжет
Шалені гроші змусили капітана Діксона піти в цей рейс. Справа звичайна — відігнати старий танкер в каліфорнійську бухту. Але пасажири судна виявилися терористами. Їх бос, головоріз Киттредж, задумав пограбування століття. Під його прицілом головні банки провідних країн. Знищіти сліди повинен потужний вибух електромагнітної бомби, який готують бойовики. Відважному Діксону не здолати ворогів одному. Чи встануть його друзі на шлях зради? Це питання життя і смерті, і не тільки для Діксона, але і для всього світу.

## У ролях
- Едді Гріффін — Ламонт Діксон
- Вінні Джонс — Майкл Киттредж
- Брекин Мейер — Джамал
- Soup — Радж
- Shaggy — Мейс
- Надін Веласкес — Луна
- Ханнес Яніке Ханнес — Хеллер
- Томмі Лістер — Смайлі
- Ворвік Грір — Телфорд
- Вівіка А. Фокс — агент Рід
- Ніккі Ендрюс — Ерік
- Пол дю Туа — людина Смайлі
- Ленглі Кірквуд — агент Філліпс
- Дін Слейтер — Дін
- Бретт Вайтхед — Улі
- Клайд Бернінгем — Клайд
- Морн Віссер — Філлі
- Карен Янсен Ван Ренсбург — Карен
- П'єр Мальєрб — солдат 1
- Едді Дрісколл — Джексон
- Андре Одендаал — протестувальник 1
- Майкл Едісон Сатраземіс — Майкі
- Бретт Голдін — Бретт
- Глен Фішер — член команди Діксона 1
- Майкл Дюбе — член команди Діксона 2
- Карл Янсон — член команди Діксона 3
- Кокей Фалкоу — Кокей
- Колін Мосс — працівник 1
- Ентоні Гікокс — Тоні
- Ентоні Мо Маре — Мо
- Ендрю Велі — головний технік Майкла
- Едріенн Пірс — доктор Дорбет
- Майкл Майєр — адмірал
- Шон Майкл — пілот вертольота
- Деон Лотц — представник ЦРУ
- Глен Аптон — капітан